# Диоксотетрацианоренат натрия
Диоксотетрацианорена́т на́трия — комплексное неорганическое соединение, соль щелочного металла натрия и диоксотетрацианорениевой кислоты формулой Na3[ReO2(CN)4]. При нормальных условиях представляет собой оранжевые кристаллы. Образует кристаллогидрат состава Na3[ReO2(CN)4]·2H2O

## Получение
- Восстановление перрената натрия гидразином в присутствии цианида натрия.

## Свойства
Диоксотетрацианоренат натрия образует оранжевое вещество.